# Un caractère de chien
Pour plus de détails, voir Fiche technique et Distribution.
Un caractère de chien (titre original : Dog Gone People) est un court métrage d'animation américain de la série Merrie Melodies mettant en scène Elmer Fudd, réalisé par Robert McKimson, sorti en 1960.

## Fiche technique
- Titre : Un caractère de chien
- Réalisation : Robert McKimson
- Scénario : Tedd Pierce
- Montage : Treg Brown
- Musique : Milt Franklyn
- Producteur : John W. Burton
- Sociétés de production : Warner Bros. Cartoons
- Pays d'origine :  États-Unis
- Format : Couleur (Technicolor) — 35 mm — 1,37:1 — Son : Mono
- Genre : Film d'animation, Comédie
- Durée : 6 minutes
- Dates de sortie :
  -  États-Unis :  12 novembre 1960

## Distribution
- Mel Blanc : M. Crabtree / Rupert / un policier (voix)
- Noel Blanc : divers personnages (voix)
- Hal Smith : Elmer Fudd

### Voix françaises

#### Premier doublage (années 1960)
- Roger Carel : Elmer Fudd

#### Second doublage (années 2000)
- Patrice Dozier : Elmer Fudd